# Tettenhall
Tettenhall är en stadsdel i Wolverhampton, i distriktet Wolverhampton, i grevskapet West Midlands, i England. Tettenhall var en civil parish fram till 1966 när blev den en del av Wolverhampton, Codsall, Lower Penn och Wrottesley. Denna civil parish hade 14 867 invånare år 1961. Tettenhall var ett distrikt från 1894 till 1966 då den blev en del av Wolverhampton och Seisdon. Byn nämndes i Domedagsboken (Domesday Book) år 1086, och kallades då Totehala/Totenhale.